# Dieter Bohlen
Dieter Bohlen, nemški skladatelj, glasbeni producent, tekstopisec, pevec, * 7. februar 1954, Berne, Spodnja Saška, Nemčija.

## Življenjepis
Dieter se je rodil leta 1954 v majhni vasi Totensen v Nemčiji, kjer je tudi odraščal. Po 18 letu se je začel intenzivno ukvarjati z glasbo, a je svoj prvi hit naredil šele leta 1983 pri 29 letih s hitom »You're My Heart,You're My Soul«.
Po njem je sledilo še 5 hitov, nato pa se je skupina razšla. Dieter je medtem ustvaril band Blue system, ki pa ni bil prav nič uspešen, zaradi česar je ustanovil leta 1998 »reunion« skupine Modern Talking, ki je trajala do leta 2003. Izdal je 2 svoja življenjepisa, ki sta bila med najbolj prodajanimi v Evropi. Danes je Dieter samo še komentator v priljubljeni nemški oddaji »Deutschland sucht den Superstar«.